# Z-24号驱逐舰
Z-24号（德語：Z 24）是纳粹德国海军于1930年代末至1940年代初建造的十五艘1936A型驱逐舰之一。它于1939年1月2日开始在不来梅的德希马格威悉船厂铺设龙骨，1940年3月7日下水，至同年9月15日交付使用。该舰于二战的前半段都在挪威水域度过。在1941年至1942年期间，它曾非常积极地攻击向苏联运送战争物资的北极船队，但仅协助击沉1艘盟军船只。1942年底重新武装后，Z-24号被转移到德占法国，于1943年主要负责护送轴心国的突围舰穿越比斯开湾，并在年底的比斯开湾海战中发挥了次要作用。当1944年6月6日盟军登陆诺曼底后，它成为法国水域中仅存的几艘德国驱逐舰之一，却在数日后的韦桑岛海战中严重受损。继8月初完成修复后，该舰于8月中旬又被盟军的战斗轰炸机炸伤。到当月末，战斗轰炸机的另一波空袭最终将Z-24号击沉。

## 设计
1936A型驱逐舰较之前的1936型稍大，武器装备也更重。其水线长和全长分别为121.9米和127米，有12米的舷宽以及最大4.65米吃水深度；舰只的设计排水量为2,603吨，满载时则可达3,605吨。Z-24号由两台瓦格纳齿轮传动蒸汽轮机提供动力，各负责驱动一副直径为3.22米的三叶螺旋桨。过热蒸汽则由六台瓦格纳水管锅炉供应，可以输出70,000匹軸馬力（52,000千瓦特）的功率。该舰的设计航速为36節（67每小時），但曾在海试中达到37.5節（69.5每小時）的最高速度。它最多可贮存791吨燃料油，能够以19節（35每小時）的速度的巡航2,500海里（4,600）。舰只的标准船员编制为11名军官和321名水兵。

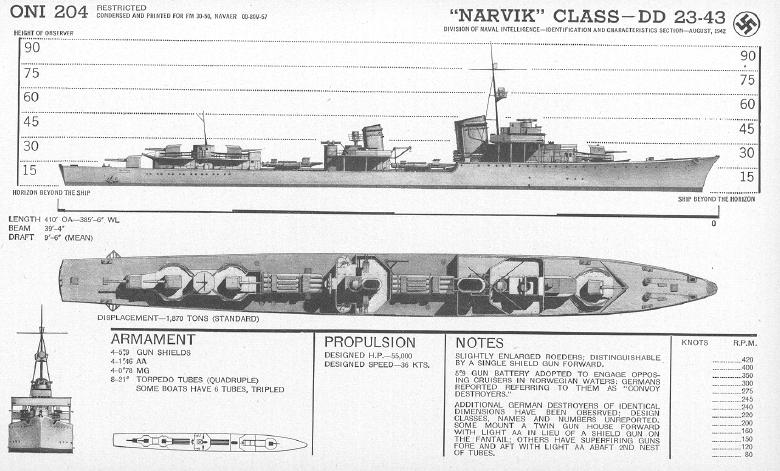
战时盟军绘制的1936A型驱逐舰识别图

该舰装备有四门150毫米36式鱼雷艇炮，架设在带有炮挡的单装炮座上。其中一门位于舰艛前侧、三门位居舰艉。防空武器则包括安装在与后部烟囱并排的一对双联装炮座上的四门37毫米30式速射炮和五门单座20毫米30式高射炮组成。此外，该舰还在水上部分的两个四联装动力操纵式底座上安装有八具533毫米鱼雷发射管，每个底座均提供两次重新装填。四个深水炸弹发射器和布雷导轨则安装在艉后部甲板室的两侧，最多可贮存60枚水雷。作为探测潜艇的工具，舰上也搭载有一套称为“群听装置”的被动式水听器，并可能安装有一套主动式声纳系统。在舰桥顶部则配备了FuMo-21型雷达。

### 改动
在1942年底的改装过程中，Z-24号的单座150毫米炮被替换成双联装的150毫米LC/38型炮塔。这加剧了1936A型舰在舰艏进水的趋势，使其最高航速被降低至32.8節（60.7每小時）。大约在同一时间，该舰加装了一对四联装和三门单座装的20毫米炮，使其20毫米炮的数量达到十六门。后续还新增了一台FuMB-1“梅托克斯”型雷达探测器。1944年6月，当Z-24号驻泊在法国布雷斯特期间，则以一对四联装的20毫米炮架取代了安装在舰舯部的单装炮座。

## 历史
Z-24号于1938年4月23日由纳粹德国海军所订购，自1939年1月2日开始在不来梅的德希马格威悉船厂铺设龙骨，建造序列为958。该舰于1940年3月7日下水，至同年10月23日竣工。入列后，它自1941年3月开始为波罗的海和挪威南部之间的舰船护航。6月12日至13日，Z-24号成为吕措号装甲舰试图突破封锁闯入大西洋的护航舰之一。途中，几架英国博福特式鱼雷轰炸机在挪威海岸外发现了吕措号及其护航舰，其中一架于6月13日清晨出其不意地发射鱼雷击中装甲舰，迫使它返回德国进行维修。Z-24号于三天后与姊妹舰Z-24号一同被转移到德占法国的布雷斯特，并于7月20日至24日协助护送战列舰沙恩霍斯特号通过比斯开湾，继而于8月21日至28日掩护伪装巡洋舰俄里翁号通过同一海湾。它们于10月23日奉命移驻挪威北部。
11月底，两艘姊妹舰抵达特罗姆瑟，被编入第8驱逐区舰队，受海军上校汉斯·埃德门格指挥。12月16日，Z-24号连同姊妹舰Z-23号、Z-25号和Z-27号一起向巴伦支海出击，前往科拉半岛沿岸搜寻盟军船只。翌日，Z-25号的雷达在浓雾中探测到了相距37.5（20.2海里）的两艘船。德国人以为它们是苏联驱逐舰，但对方实际上是两艘英国扫雷舰哈泽德号和斯皮迪号，正驶向与QP-6号护航船队会合。德国对其实施拦截，但浓雾和结冰阻碍了射击的精度。尽管斯皮迪号被命中四次，并消耗了大量弹药，但英国军舰仍然得以成功逃脱。1942年1月13日，Z-25号又护送Z-23号和Z-24号在白海西部航道布设雷区。一周后，即1月20日，Z-23号在大雾中意外撞上了Z-24号，迫使后者返回斯维讷明德进行维修。

### 针对护航船队的行动
完成修复后，Z-24号于1942年3月18日护送重巡洋舰希佩尔将军号前往挪威。十天后，该舰与姊妹舰Z-25号和Z-26号一同驶离瓦朗厄尔峡湾，试图拦截PQ-13号护航船队。当天晚些时候，它们救出了沉没的货轮帝国游侠号（SS Empire Ranger）的61名幸存者，继而击沉了掉队的货轮巴托号（SS Bateau，4,687总吨）。德国人再救出7名幸存者，然后继续搜寻船队。英国轻巡洋舰特立尼达号在驱逐舰狂怒号的护航下，于29日08:49用雷达发现了德国军舰，同时自己也被发现。双方在暴风雪中于3,200碼（2,900）的近距离平射射程内开火。特立尼达号先是与德国领头的Z-26号交战，严重损坏了它，然后转向Z-25号，却未能取得任何命中。两艘驱逐舰共向轻巡洋舰发射了19枚鱼雷，但在特立尼达号转向躲避后全数射失，而150毫米舰炮则击中了对方两次，仅造成了轻微的伤害。英国军舰为躲避鱼雷而进行了策略性机动，这迫使它们脱离接触，Z-26号则意外地与姊妹舰分离。特立尼达号和狂怒号遂追击Z-26号并对其造成进一步伤害，然而前者随后却被自己的一枚鱼雷击毁。
随着狂怒号必须转身向轻巡洋舰提供援助，另一艘英国驱逐舰日食号开始接手追击。在被英国人第六次击中后，Z-26号于10:20失去动力，并向左舷倾斜，舰艉陷入海面。当暴风雪结束、能见度增加，日食号用鱼雷给德国驱逐舰送出“致命一击”时，发现Z-24号和Z-25号正在逼近。它们立即向日食号开火，取得两发命中，造成9人受伤，以至于后者直到10:35还没来得及在枪林弹雨中找到掩护。但德国舰只并未追击日食号，而是从Z-26号舰上救出了88名幸存者。
两艘幸存驱逐舰此后得到Z-7“赫尔曼·舍曼”号的增援，并被编入海军上校阿尔弗雷德·舒尔策-欣里希斯麾下的北极驱逐舰集群，于4月11日搜寻PQ-14号和QP-10号船队未果。4月30日，德国潜艇U-456号发射鱼雷击瘫了随伴护航QP-11号船队的英国轻巡洋舰爱丁堡号，三艘驱逐舰于当天晚些时候奉命对后者实施拦截。第二天下午，它们遇到了船队的主体，并在能见度有限的情况下发起攻击。在接下来的四个小时里，德国人五次试图接近船队，但四艘护航的英国驱逐舰始终能够将船队隔绝在自己身后。一再受阻后，舒尔策-欣里希斯决定中断进攻，转而寻找他最初的目标。交战过程中，德国舰艇仅利用Z-24号和Z-25号的鱼雷击沉了2,847总吨的苏联货船齐奥尔科夫斯基号（SS Tsiolkovsky），用火炮重创了护卫驱逐舰阿玛宗号。英国舰艇则没有对德国驱逐舰造成任何伤害。
当天晚些时候，爱丁堡号原来的护航兵力——两艘驱逐舰得到了四艘英国扫雷舰和一艘小型苏联拖船增援。到5月2日上午，该巡洋舰在拖船的引领下，依靠自身动力以3節（5.6每小時）的速度航行。它被德国人所发现，Z-7号在大约06:27与扫雷舰鹞号交锋。随后，爱丁堡号随后松开拖曳，将极限速度提高到8節（15每小時）左右，并绕圈行驶。Z-7号以21節（39每小時）的速度进行机动，以便在距离接近至2,800米时获得一个发射鱼雷的好位置。06:36，巡洋舰率先开火，第一轮齐射仅偏离约100米。Z-7号立即掉头，将航速提高到31節（57每小時），并开始制造烟幕，但由于第二轮齐射使其着火并切断了主蒸汽管道，导致发动机失效，因此徒劳无功。Z-25号最初与林务员号驱逐舰交战，并于06:50左右取得三次命中，导致对方两门舰炮瘫痪，并因其前部锅炉舱中弹而失去动力。几分钟后，它的姊妹舰远见号从林务员号前面经过，吸引了Z-24号和Z-25号的注意。后两者乘胜追击，到07:24，远见号也被击中四次，导致发动机失灵，仅余一门炮可用。与此同时，巡洋舰于07:02再次被一枚鱼雷击中，但只击毁了它的发动机，并使其向左舷倾侧。Z-24号和Z-25号并未击沉三艘受损的英国军舰或任何轻型扫雷舰，而是专注于营救已陷入漂流的Z-7号船员，尽管偶有英国炮弹来袭。Z-24号多次试图靠近并救起约210名幸存者，而Z-25号则负责施放烟幕。Z-7号随后引爆自己的深水炸弹自沉。Z-24号在战斗中毫发无损，惟Z-25号被击中一次。
Z-24号还参与了“跳马行动”的前期部署，试图于7月初袭击前往苏联的PQ-17号北极船队。为了准备这次行动，吕措号及其姊妹舰舍尔将军号与Z-24号及其四艘姊妹舰在纳尔维克编成了一个小组，而希佩尔将军号和战列舰提尔皮茨号则在特隆赫姆编成另一个小组。然而在前往阿尔塔峡湾会合的途中，吕措号和三艘为提尔皮茨号护航的驱逐舰相继搁浅，迫使整个舰队放弃行动。7月12日，Z-24号负责护送一艘受损的驱逐舰前往基尔，然后在威悉明德开始了漫长的改装，一直持续到1943年1月。

### 在法国的行动
1943年3月5日，由Z-24号、Z-23号、Z-32号和Z-37号组成的第8驱逐区舰队在“卡林行动”中穿越英吉利海峡转移到法国大西洋沿岸。尽管受到英国海岸炮和鱼雷快艇的攻击，该区舰队还是毫发无损地通过了多佛尔海峡，惟Z-37号途中在勒阿弗尔搁浅。3月28日，区舰队为试图驶往远东的意大利突围舰喜马拉雅号提供了远程掩护，但在被英国侦察机发现后，该舰不得不返回波尔多。两天后，尽管遭到美国潜艇以及博福特式和英俊战士轰炸机的猛烈攻击，该区舰队还是成功护送另一艘意大利突围舰彼得罗·奥尔塞洛号通过了比斯开湾；期间德国驱逐舰群共击落五架敌机。4月9日，喜玛拉雅号再度尝试突破封锁，但相关舰船被一架桑德兰水上飞机发现。改变航线后，它们又遭到威灵顿和汉普登轰炸机的袭击，其中的五架来袭者被击落。6月14日，Z-24号和Z-32号出击驶入比斯开湾，接载被U-185号救出的已沉没德国潜艇U-564号的幸存者。在夏季余下的时间里，区舰队主要负责护送潜艇穿越海湾。12月24日至26日，该舰也是德国突围舰奥索尔诺号通过比斯开湾的护航舰之一。
另一艘德国突围舰——2,729总吨的冷藏船阿尔斯特河岸号（Alsterufer）落后奥索尔诺号数日，于是Z-24号连同第8驱逐区舰队的另外三艘驱逐舰、以及第4鱼雷艇区舰队的六艘鱼雷艇于12月27日启航，护送它穿越海湾。盟军通过“超级解密”的破译工作发现了这些突围舰，遂在西大西洋提前部署巡洋舰和飞机，执行“石墙行动”展开拦截。当天下午晚些时候，一架来自英国皇家空军第311中队的B-24解放者重型轰炸机击沉了阿尔斯特河岸号。至12月28日中午左右，被派往石墙行动的英国轻巡洋舰格拉斯哥号和企业号又在比斯开湾拦截了德国驱逐舰和鱼雷艇，引发比斯开湾海战。汹涌的海浪使德国部队无法利用理论上的速度和火力优势，致使驱逐舰Z-27号以及鱼雷艇T-25号和T-27号相继被击沉。Z-24号既未与英国巡洋舰交锋，也没有发射武器，但在战斗中出现了发动机问题。
Z-24号于1944年1月14日在拉帕利斯港开始进行改装，至5月初完工。6月6日，时任第8驱逐区舰队司令的特奥多尔·冯·贝希托尔斯海姆上校在收到盟军于诺曼底登陆的消息后，命令其仅余的三艘驱逐舰Z-24号、Z-32号、ZH-1号和鱼雷艇T-24号驶向布雷斯特，展开对抗入侵舰队的行动。它们在旅途中遭到了英俊战士轰炸机的袭击，Z-32号被两枚火箭弹击伤，对方则有一架飞机被迫在水上降落。抵达布雷斯特后，Z-24号和Z-32号的防空装备得到了加强。6月8日至9日晚，四艘舰从布雷斯特出发前往瑟堡，却在韦桑岛海战中遭到盟军第10驱逐区舰队的八艘驱逐舰拦截。德舰最早被发现，英国人遂率先开火，德国人则从每艘驱逐舰上齐射四枚鱼雷进行反击，但在盟军舰艇转向躲避后全数射失。对方的火力十分见效，Z-24号在完成第一轮齐射后不久便严重受损。由于相距太近，以至于双方都使用40毫米或37毫米高射炮攻击，这显著加重了Z-24受到的伤害。盟军舰艇用五枚4.7英寸（120）炮弹击中德国驱逐舰，之后它才能够释放烟幕并脱离交战。第一枚炮弹击中150毫米炮塔的装填室，切断了与炮塔的所有联系，而另一枚炮弹摧毁了前方舰艛，造成13人死亡，并使无线电室起火。其它炮弹则击中前部轮机舱，点燃了后烟囱和一些现成的弹药，并摧毁了舰舯的一个四联装20毫米炮架。两艘加拿大驱逐舰持续追击Z-24号和T-24号，直到德舰越过雷区，并于当晚晚些时候抵达布雷斯特。
从7月13日至8月5日，Z-24号在波尔多进行维修，但完工仅九天后又在鲁瓦扬附近遭到盟军战斗轰炸机的袭击。它被五枚火箭弹和九十枚20毫米炮弹击中，摧毁了舰艛和炮塔。该舰返回波尔多进行维修，至8月24日则在滨海勒韦尔东附近再度遭到携带火箭弹的英俊战士攻击。Z-24号被击中三次，造成1人阵亡、1人负伤。第二天，该舰设法靠岸，但后来倾覆沉没。其船员被编入吉伦特要塞的守军，一直坚守到1945年5月德国投降。